# Spirastrella decumbens
Spirastrella decumbens är en svampdjursart som beskrevs av Ridley 1884. Spirastrella decumbens ingår i släktet Spirastrella och familjen Spirastrellidae. Utöver nominatformen finns också underarten S. d. robusta.